# Clitocybula
Clitocybula (Singer) Singer ex Métrod (lejkóweczka) – rodzaj grzybów z rzędu pieczarkowców (Marasmiaceae).

## Charakterystyka
Clitocybula to grzyby kapeluszowe o małych lub średniej wielkości owocnikach, lejkowatych, pleurotioidalnych lub pępówkowatych. Blaszki zbiegające na cylindryczny trzon równej szerokości na całej długości. Zarodniki gładkie, o kształcie od elipsoidalnego do mniej więcej kulistego, szkliste (przejrzyste) i w odczynniku Melzera przeważnie amyloidalne.

## Systematyka i nazewnictwo
Pozycja w klasyfikacji według Index Fungorum: Incertae sedis, Agaricales, Agaricomycetidae, Agaricomycetes, Agaricomycotina, Basidiomycota, Fungi.
Synonimy naukowe: Fayodia subgen. Clitocybula Singer.
Polską nazwę zaproponował Władysław Wojewoda w 2003 roku.
Gatunki:
- Clitocybula abundans (Peck) Singer 1954
- Clitocybula aperta (Peck) Singer 1962
- Clitocybula atrialba (Murrill) Singer 1954
- Clitocybula atroalba (Murrill) Singer 1962
- Clitocybula canariensis Barrasa, Esteve-Rav. & Dähncke 2006
- Clitocybula cyanocephala (Pat.) Singer 1979
- Clitocybula esculenta Nagas. & Redhead 1988
- Clitocybula familia (Peck) Singer 1962
- Clitocybula globispora (Raithelh.) Raithelh. 1983
- Clitocybula grisella (G. Stev. & G.M. Taylor) E. Horak 1971
- Clitocybula intermedia (Kauffman) Raithelh. 1979
- Clitocybula lacerata (Scop.) Métrod 1952 – lejkóweczka postrzępiona
- Clitocybula lignicola (Lar.N. Vassiljeva) E.F. Malysheva & O. Morozova 2011
- Clitocybula mellea Singer 1954
- Clitocybula oculata (Murrill) H.E. Bigelow 1973
- Clitocybula oculus (Peck) Singer 1962
- Clitocybula omphaliiformis Pegler 1977
- Clitocybula paropsis Raithelh. 1990
- Clitocybula striata Dähncke, Contu & Vizzini 2010
- Clitocybula taniae Vila 2002
- Clitocybula tarnensis (Speg.) Singer 1954
- Clitocybula tilieti (Singer) Singer 1962
- Clitocybula wildpretii (Bañares, Beltrán-Tej. & Bon) Esteve-Rav., Barrasa & Bañares 2008

Nazwy naukowe na podstawie Index Fungorum. Nazwy polskie według Władysława Wojewody.